# Megalodoras uranoscopus
Megalodoras uranoscopus es una especie de peces de la familia Doradidae en el orden de los Siluriformes.

## Morfología
• Los machos pueden llegar alcanzar los 53 cm de longitud total y las hembras 60.
- Máximo peso: 2.860 g.[2][3]

## Alimentación
Come los frutos de Luzana longipetala y Astrocaryum jauary .

## Hábitat
Es un pez de agua dulce y de clima tropical (22 °C-25 °C).

## Distribución geográfica
Se encuentran en Sudamérica:  cuencas de los ríos  Amazonas,  Tocantins y  Esequibo.